# Lasse Saxelin
Lasse Saxelin (28 de marzo de 1922 – 10 de octubre de 2000) fue un actor finlandés. 

## Biografía
Nacido y fallecido en Helsinki, Finlandia, Saxelin es sobre todo conocido por su trabajo en películas de la serie cinematográfica Pekka Puupää, en algunas de las cuales fue actor, entre otras ocupaciones. 
Además, Saxelin, fue fundador junto a su colega, Armand Lohikoski, de una productora cinematográfica de corta trayectoria, Star Films Oy, con la cual importaron una docena de títulos rodados en otros países, principalmente Alemania Occidental. 

## Filmografía
- 1952 : Lännen lokarin veli (atrezzo)
- 1953 : Se alkoi sateessa (director localización)
- 1953 : Varsovan laulu (actor y director localización)
- 1953 : Me tulemme taas (atrezzo)
- 1953 : Pekka Puupää (actor)
- 1953 : Pekka Puupää kesälaitumilla (atrezzo)
- 1954 : Pekka ja Pätkä lumimiehen jäljillä (actor y director localización)
- 1954 : Minä soitan sinulle.. ..illalla (actor y atrezzo)
- 1954 : Hei rillumarei! (atrezzo)
- 1955 : Pekka ja Pätkä puistotäteinä (atrezzo)
- 1955 : Kiinni on ja pysyy (atrezzo)
- 1957 : Pekka ja Pätkä ketjukolarissa (actor)
- 1957 : Pekka ja Pätkä salapoliiseina (actor)
- 1957 : Risti ja liekki (actor y atrezzo)
- 1958 : Murheenkryynin poika (director localización)
- 1959 : Vatsa sisään, rinta ulos! (actor)
- 1962 : Taape tähtenä (actor)